# Assianisme

Un symbole de l'assanisme, représentant sa trinité théologique, appelée les « Trois Larmes de Dieu ». Le symbole a été « perçu » et dessiné pour la première fois par Slava Dzhanaïty, un architecte et peintre qui a également entrepris la restauration du temple de Rekom (un important sanctuaire ossète) après qu'un incendie accidentel l'ait détruit en 1995.

L'Assianisme (en ossète : Уацдин, Uatsdin) correspond à  la réapparition contemporaine de la religion ethnique des Ossètes, dérivée de la mythologie traditionnelle des Scythes. La religion est aussi connu sous le nom de Uatsdin (Уацдин), Ætsæg Din (Æцæг Дин ; tous deux signifiant « Vraie Foi »), Æss Din (Æсс Дин, traduction en langue ossète de « Assianisme »), ou simplement Iron Din (Иron Дин, « foi ossète »). Elle a commencé à être véritablement réorganisée de manière consciente dans les années 1980. La religion est représentée par certaines organisations, principalement en Ossétie du Nord-Alanie en Russie, mais elle est également présente en Ossétie du Sud et en Ukraine. Les sagas Nartes sont au cœur de la religion et les représentants du mouvement en ont tiré des exégèses théologiques.

## Cosmologie
Le Dzuary Lægtæ et Khetag Morgoyev définissent la théo-cosmologie assianienne comme un panthéisme et un non-dualisme. L'assanisme envisage le culte d'un Dieu suprême, Xwytsau (Хуыцау), qui est le créateur de l'univers et de tous les êtres vivants, et est l'univers lui-même, ou l'univers est « le corps de Dieu », comprenant à la fois l'immanent monde matériel des vivants et monde spirituel transcendant de Dieu, où les morts reviennent. Il n'a « aucune qualité personnelle tangible, ni extension dans l'espace et le temps » et c'est de la pure lumière.
Des divinités secondaires, dont le plus important d'entre eux, Uastyrdzhi, sont vénérés comme intermédiaires de Xwytsau. Définis comme « forces » et « esprits », ce sont les « idées » à travers lesquelles le Dieu suprême gouverne l'univers. Dans une autre définition, ce sont les « manifestations immanentes » de Dieu, éléments d’un tout unique, dotés de forme et de fonctions.

## Démographie
Le mouvement assianiste est présent en Ossétie du Nord-Alanie et en Ossétie du Sud, bien qu'il soit plus répandu dans la première. Certaines catégories particulièrement bien représentées parmi les croyants sont les militaires, les chasseurs et les sportifs, attirés par l'éthique héroïque des Nartes, mais aussi les intellectuels et les artistes. Selon le complément Arena Atlas de 2012 au recensement russe de 2010, 29,4 % de la population d'Ossétie du Nord (comprenant des Ossètes ainsi que des Russes de souche) étaient adeptes de la religion néopaïenne ossète.
L'assasianisme est également populaire en Russie et en Ukraine parmi les Cosaques, en particulier ceux qui revendiquent une identité scythe pour se distinguer des Slaves.